# Elinelund
Elinelund är ett delområde med bland annat ett koloniområde i stadsdelen Limhamn-Bunkeflo i södra Malmö.
Elinelund ligger väster om det nya snabbväxande stadsområdet Hyllie center med dess stora shoppingcenter Emporia, Malmö Arena, mässa, hotell, järnvägsstation med mera och avgränsas i väster av det väldiga Limhamns kalkbrott och bostadsområdet Victoria Park. Området består av Elinelunds sommarstad, som anlades 1948–1950, och Mossängens sommarstad, som tillkom några år senare. Det finns ca 650 kolonilotter på området, och de flesta har kolonistugor.
I Elinelundsområdet finns Hyllie Park, Baptistsamfundets område med boende, äldreboende, Hyllie Park folkhögskola samt Hyllebärets och Pilängens förskolor. I östra änden finns även Hyllie IP och Hyllie Brandstation. Området har de senaste åren exploaterats. Ett nytt bostadsområde har vuxit upp som har döpts till Elinegård. Exploateringen är inte klar (2021). Det har byggts en skola i området som heter Elinelundsskolan och blev klar hösten 2019. Hittills (ht-2022) finns det årskurserna F-8 på skolan. Skolan är ändhållplats på busslinje 11. Den gamla ladan och servicebyggnaden för Elinelunds gård står kvar och har de senaste åren värmeisolerats och tagits i bruk av Djupadals Scoutkår. Scoutkåren har också byggt Elinelunds Naturcenter. Området har också en litet skogsparti där scouter, skola och naturcentret har aktiviteter.